# Fela Sowande
Olufęlá Şowándé (* 29. Mai 1905 in Ợyó; † 13. März 1987 in Ravenna/Ohio) war ein nigerianischer Komponist, Organist und Musikpädagoge. Er gilt als der Vater der modernen nigerianischen Kunstmusik.

## Leben und Wirken
Şowándé wurde als Sohn des anglikanischen Priesters Emmanuel Şowándé geboren, der am St. Andrew's College, einer Missionsschule zur Ausbildung von Lehrern, unterrichtete. Als sein Vater nach Lagos versetzt wurde, begann für Şowándé eine zwanzig Jahre währende Ausbildung bei Thomas King Ẹkúndayợ Phillips, dem ersten in London ausgebildeten professionellen nigerianischen Musiker, zuerst als Chorknabe in dessen Kirchenchor, später als Musikstudent. Seine schulische Ausbildung absolvierte er an der Church Missionary Society Grammar School und später am Kings College.
1932 hörte Şowándé im Radio erstmals Musik von Duke Ellington, Art Tatum, Teddy Wilson und Earl Hines kennen und gründete daraufhin das Triumph Dance Club Orchestra. Außerdem spielte er Klavier in der Jazzband The Chocolate Dandies. 1935 ging er nach London, um Ingenieurwissenschaften zu studieren. Er verdiente seinen Lebensunterhalt als Musiker und gründete ein Jazzseptett mit karibischen Musikern. Schließlich entschied er sich, sich ganz der Musik zu widmen und studierte an der University of London und am Trinity College of Music. Außerdem nahm er Unterricht bei George D. Cunningham, George Oldroyd und Edmund Rubbra.
Daneben nahm er Unterricht in Jazzklavier bei Jerry Moore und trat am Klavier und der Hammondorgel auf. Er lernte durchreisende afroamerikanische Musiker wie Paul Robeson und Fats Waller kennen und führte in der Show Black Birds of 1936 George Gershwins Rhapsody in Blue auf. Dies brachte ihn in Kontakt zu J. Rosamond Johnson, der ihm das Werk des Komponisten Robert Nathaniel Dett nahebrachte. Weiterhin wurde er beeinflusst von den Werken der Musiker Thornton Jenkins und Samuel Coleridge-Taylor, die in England gewirkt hatten, sowie der US-Amerikaner Harry Freeman, Will Marion Cook, Clarence Cameron White, Florence Price und William Grant Still.
1940 trat in die Royal Air Force ein, wurde dann aber als Musikdirektor zur Colonial Film Unit versetzt. 1943 erhielt er ein Diplom des Royal College of Organists und den Bachelorgrad der University of London. Von 1945 bis 1952 war er Chorleiter und Organist der West London Mission der Methodistischen Kirche, arbeitete aber auch für die BBC als musikalischer Leiter des Programms Club Ebony. 1953 erschienen seine Six Sketches for Full Orchestra und die 1944 entstandene African Suite bei Decca Records.
Bei seiner Rückkehr nach Nigeria 1953 wurde Şowándé musikalischer Leiter der Nigerian Broadcasting Corporation. Für die Lagos Musical Society komponierte er das Anthem Out of Zion zur Krönung der Königin Elisabeth II. Ende der 1950er Jahre entstanden Gospels wie Roll de Ol' Chariot, My Way's Cloudy, De Ol' Ark's a-Moverin und De Angels are Watchin’. Für die Feierlichkeiten zur Unabhängigkeit Nigerias 1960 konzipiert, wurde seine Nigerian Folk Symphony jedoch nicht in Nigeria, sondern vom Bournemouth Orchestra unter Leitung von Charles Groves uraufgeführt.
Nachdem er bereits Ende der 1950er Jahre Orgelkonzerte in New York, Boston und Chicago gegeben hatte, studierte er 1961 als Gaststudent Anthropologie an der Northwestern University sowie Komposition an der Princeton University bei Roger Sessions. Von 1962 bis 1965 war er wissenschaftlicher Mitarbeiter an der University of Ibadan, danach Professor an deren Institute of African Studies. Er unterrichtete dann bis 1972 an der Howard University, bis 1976 an der University of Pittsburgh und bis zu seiner Emeritierung an der Kent State University. Seine letzten Jahre verbrachte er in einem Pflegeheim in Ravenna, Ohio.

## Werke
- Six Sketches for Full Orchestra
- African Suite
- Africana
- Snow-Capped Kilimanjoro
- Six African Melodies for Western Instruments
- Valse Galante
- Koronga
- An Evening Procession

## Lexikalische Einträge
- John Chilton: Who's Who of British Jazz Continuum, London 2004, ISBN 0-8264-7234-6